# THE FIRST
THE FIRST（ザ・ファースト）は、BMSG社CEO・SKY-HI主催のボーイズグループオーディションである。最終メンバー7人はグループ「BE:FIRST」として2021年11月3日にデビューした。

## 概要
- 日本で音楽の才能に優れた人材が日本の芸能界に居場所を見いだすことができず、K-POP市場へ流出している現状を危惧したSKY-HIが[2]、才能が活躍できる場所を設けるべくマネジメントレーベル「BMSG」を設立。自費で1億円を投資し[3]、レーベル設立後初のボーイズグループオーディションを開催した。オーディションの開催は2020年9月26日にSKY-HIが実家からのオンライン公演の中で発表された[4]。韓国発のオーディション『Nizi Project』に突きつけられての開催であったとも語られている[5]。日本の芸能界や音楽業界、自分の心身的にも今このオーディションをやらないとだめだと思ったと後にSKY-HIが回顧している[6]。
- 審査では課題曲を与えてパフォーマンスさせるだけでなく、参加者自身も楽曲制作や振り付けに携わるプログラムが組まれている[7]。合宿審査については「育成プログラム」と位置づけ、SKY-HI自身も寝食を共にしながら参加者へアドバイスをする。いわゆる「蹴落とし合う」関係ではなく、コミュニケーションを通して参加者同士が成長を助け合う関係を築くことを意図している[8]。

- 当初は5人組グループとしてデビューさせる予定であったが、最終審査で7人組に増員された[9]。

## 放送・配信日程

### テレビ放送
- スッキリ（日本テレビ系）- 2021年4月2日より特集企画として定期的に放送[10][11]。

### インターネット配信
- Hulu[11]（2021年4月2日 - 8月13日）- 『THE FIRST -BMSG Audition 2021-』として配信され、「スッキリ」では放送しきれなかった部分も含めた完全版の内容。毎週金曜日の20時から配信[12]。
- YouTube（2021年5月1日 - 9月18日）- Hulu版と同様の内容を40本に分割して配信。

### 配信日程
| 話数 | 配信日  | 分数  | 内容                                                     |
| ---- | ------- | ----- | -------------------------------------------------------- |
| #1   | 4月02日 | 55分  | 1次審査～2次審査（福岡・神戸・東京）                     |
| #2   | 4月09日 | 50分  | 2次審査（東京・札幌・名古屋・大阪）                      |
| #3   | 4月16日 | 70分  | 3次審査（自己紹介・歌唱）                                |
| #4   | 4月23日 | 57分  | 3次審査（グループ審査）                                  |
| #5   | 4月30日 | 65分  | 3次審査（グループ審査）                                  |
| #6   | 5月07日 | 44分  | 3次審査（グループ審査・結果発表）                        |
| #7   | 5月14日 | 45分  | 3次審査（結果発表）                                      |
| #8   | 5月21日 | 72分  | 合宿クリエイティブ審査（序章）                           |
| #9   | 5月28日 | 50分  | 合宿クリエイティブ審査（Team A）                         |
| #10  | 6月04日 | 63分  | 合宿クリエイティブ審査（Team B）                         |
| #11  | 6月11日 | 63分  | 合宿クリエイティブ審査（Team C）                         |
| #12  | 6月18日 | 72分  | 合宿クリエイティブ審査（結果発表）                       |
| #13  | 6月25日 | 90分  | 山中湖レクリエーション～合宿疑似プロ審査（面談・練習）   |
| #14  | 7月02日 | 72分  | 合宿疑似プロ審査（審査）                                 |
| #15  | 7月09日 | 65分  | 合宿疑似プロ審査（結果発表）                             |
| #16  | 7月16日 | 87分  | 合宿VSプロアーティスト審査（課題発表・練習・審査）       |
| #17  | 7月23日 | 94分  | 合宿VSプロアーティスト審査（11人 with SKY-HI・結果発表） |
| #18  | 7月30日 | 102分 | 最終合宿（課題発表・練習・最終審査前夜）                 |
| #19  | 8月06日 | 80分  | 最終審査（クリエイティブ審査NEO）                        |
| #20  | 8月13日 | 102分 | 最終審査（Shining One）～デビューメンバー決定            |

## 審査方法・順位
オーディションでは「3つのFirst」を審査基準の柱としている。
- Quality （クオリティー）FIRST - パフォーマンスの基礎的な能力
- Creative（クリエイティブ） FIRST - 歌詞・メロディー・振り付けなどを自発的に考えて生み出す能力
- Artismism（アーティシズム）FIRST - ステージ上で自己の在り方を示す能力

### 1次審査：書類審査
2020年9月より募集開始。書類審査にて候補生231名が通過した。

### 2次審査：クオリティー審査
全国6会場(東京、大阪、神戸、名古屋、福岡、札幌)で課題曲の歌唱およびダンスの実技審査。なお、東京以外の会場は新型コロナウイルス感染症の対策としてリモートで審査を行った。候補生30名が3次審査へ通過した。
| 順位 | 名前             |
| ---- | ---------------- |
| 1    | 古家蘭           |
| 2    | 黒田竜平         |
| 3    | 大山天           |
| 4    | 三山凌輝         |
| 5    | 上村礼王         |
| 6    | 島雄壮大         |
| 7    | 西川正煕         |
| 8    | 道木来明         |
| 9    | 梶拓真           |
| 10   | 廣瀨真人         |
| 11   | 溝口太基         |
| 12   | 勧修寺保都       |
| 13   | 男澤直樹         |
| 14   | 田宮倫太郎       |
| 15   | 内野創太         |
| 16   | 佐藤龍太         |
| 17   | 久保舜斗         |
| 18   | 渡邉翔太         |
| 19   | 中西直樹         |
| 20   | 馬場亮成         |
| 21   | 織戸俊輔         |
| 22   | 川島塁           |
| 23   | 池亀樹音         |
| 24   | 木下大夢         |
| 25   | 大久保永遠       |
| 26   | 大林海龍         |
| 27   | 半田雄介         |
| 28   | カドサワンレイコ |
| 29   | 三角章斗         |
| 30   | 中神朝陽         |

### 3次審査：アーティシズム審査
2日間の日程で行われ、個人審査とグループ審査を行った。ステージ上での自己表現力を審査する。候補生15名が4次審査へ通過した。

#### 個人歌唱審査
SKY-HIが暫定的に定めた順位の下位候補生から順に自己紹介と個人歌唱を行う。

#### グループ審査
候補生30名を5人ずつチームA〜Fの6チームに分け、2チームずつ異なる課題曲を与え、24時間でパフォーマンスを完成させて披露する。各グループごとにリーダーが指名され、チームE、Fについては歌唱・ダンス未経験の候補生が配属される。
| 順位 | 名前       | 変動 |
| ---- | ---------- | ---- |
| 1    | リュウヘイ | ↑1   |
| 2    | テン       | ↑1   |
| 3    | シュント   | ↑14  |
| 4    | ソウタ     | ↑2   |
| 5    | ショウタ   | ↑13  |
| 6    | レオ       | ↓1   |
| 7    | ラン       | ↓6   |
| 8    | ルイ       | ↑14  |
| 9    | タイキ     | ↑2   |
| 10   | リョウキ   | ↓6   |
| 11   | ジュノン   | ↑12  |
| 12   | シュンスケ | ↑9   |
| 13   | マナト     | ↓3   |
| 14   | ナオキ     | ↓1   |
| 15   | レイ       | ↑13  |

### 4次審査：合宿審査
山梨県山中湖の畔に位置する合宿所にて1ヶ月の日程で合宿を行う。審査は3つのステージから構成される。

#### 第1ステージ：クリエイティブ審査
候補生15名を5人ずつA・B・Cの3チームに分け、各チームに同じトラックを与え、作詞・作曲・振り付けを候補生自身で考案してパフォーマンスする。本番のパフォーマンスだけでなく制作過程も審査対象となる。候補生12名が通過した。
| 順位 | チーム  |
| ---- | ------- |
| 1    | チームA |
| 2    | チームC |
| 3    | チームB |

| 順位 | 名前       | チーム | 変動 |
| ---- | ---------- | ------ | ---- |
| 1    | ソウタ     | A      | ↑3   |
| 2    | ショウタ   | C      | ↑3   |
| 3    | レオ       | A      | ↑3   |
| 4    | シュント   | C      | ↓1   |
| 5    | マナト     | A      | ↑8   |
| 6    | テン       | A      | ↓4   |
| 7    | リュウヘイ | B      | ↓6   |
| 8    | ルイ       | C      | →    |
| 9    | ジュノン   | B      | ↑2   |
| 10   | レイ       | C      | ↑5   |
| 11   | ラン       | B      | ↓4   |
| 12   | リョウキ   | B      | ↓2   |
| 脱落 | ナオキ     | A      | A    |
| 脱落 | シュンスケ | B      | B    |
| 脱落 | タイキ     | C      | C    |

#### 第2ステージ：擬似プロ審査
候補生12名を6人ずつ2チームに分け、チーム別にプロが制作した課題曲と振り付けを与え、擬似的にプロアーティストとしてパフォーマンスをする。課題曲は実際に配信リリース（後述）も行う。候補生11名が通過した。
| 結果 | チーム  |
| ---- | ------- |
| 勝利 | Be Free |
| 敗北 | Move On |

| 順位 | 名前       | チーム  | 変動 |
| ---- | ---------- | ------- | ---- |
| 1    | ソウタ     | Be Free | →    |
| 2    | リュウヘイ | Move On | ↑5   |
| 3    | マナト     | Be Free | ↑2   |
| 4    | レオ       | Be Free | ↓1   |
| 5    | ルイ       | Be Free | ↑3   |
| 6    | リョウキ   | Move On | ↑6   |
| 7    | ジュノン   | Be Free | ↑2   |
| 8    | シュント   | Move On | ↓4   |
| 9    | ショウタ   | Move On | ↓7   |
| 10   | ラン       | Move On | ↑1   |
| 11   | レイ       | Be Free | ↓1   |
| 脱落 | テン       | Move On | ↓6   |

#### 第3ステージ：VSプロアーティスト審査
候補生11名全員が1つのグループとなり、プロアーティストの楽曲に参加者が振り付け・歌割りを考案してパフォーマンスをする。なお、本審査におけるプロアーティストとはSKY-HIのことであり、課題曲は「To The First」。候補生10名が最終審査へ通過した。
| 順位 | 名前       | 変動 |
| ---- | ---------- | ---- |
| 1    | リュウヘイ | ↑1   |
| 2    | シュント   | ↑6   |
| 3    | ソウタ     | ↓2   |
| 4    | ショウタ   | ↑5   |
| 5    | リョウキ   | ↑1   |
| 6    | ラン       | ↑4   |
| 7    | レオ       | ↓3   |
| 8    | マナト     | ↓5   |
| 9    | レイ       | ↑2   |
| 10   | ジュノン   | ↓3   |
| 脱落 | ルイ       | ↓6   |

### 最終審査
10人のファイナリストで追い込み合宿を行い、2つの審査でBE:FIRSTのデビューメンバーを決定した。

#### クリエイティブ審査NEO
作詞・作曲・振り付けを候補生自身で考案してパフォーマンスをする。課題のトラックが定められておらず、グループ分けも候補生自身で決める点が合宿審査第1ステージとは異なる。

#### プレデビュー曲審査
候補生10名を5人ずつ2チームに分け、プレデビュー曲「Shining One」を課題曲としてパフォーマンスする。

### 合宿審査に進んだ15名の順位変遷
| 審査       | 2次  | 3次  | 合宿1 | 合宿2 | 合宿3 | 最終（コール順） | 最終結果               |
| ---------- | ---- | ---- | ----- | ----- | ----- | ---------------- | ---------------------- |
| ソウタ     | 6位  | 4位  | 1位   | 1位   | 3位   | 合格（1）        | BE:FIRSTとしてデビュー |
| シュント   | 17位 | 3位  | 4位   | 8位   | 2位   | 合格（2）        | BE:FIRSTとしてデビュー |
| マナト     | 10位 | 13位 | 5位   | 3位   | 8位   | 合格（3）        | BE:FIRSTとしてデビュー |
| リュウヘイ | 2位  | 1位  | 7位   | 2位   | 1位   | 合格（4）        | BE:FIRSTとしてデビュー |
| ジュノン   | 23位 | 11位 | 9位   | 7位   | 10位  | 合格（5）        | BE:FIRSTとしてデビュー |
| リョウキ   | 4位  | 10位 | 12位  | 6位   | 5位   | 合格（6）        | BE:FIRSTとしてデビュー |
| レオ       | 5位  | 6位  | 3位   | 4位   | 7位   | 合格（7）        | BE:FIRSTとしてデビュー |
| ショウタ   | 18位 | 5位  | 2位   | 9位   | 4位   | 脱落（8）        | BMSGアーティスト契約   |
| ラン       | 1位  | 7位  | 11位  | 10位  | 6位   | 脱落（9）        | BMSG育成生契約         |
| レイ       | 28位 | 15位 | 10位  | 11位  | 9位   | 脱落（10）       | BMSG育成生契約         |
| ルイ       | 22位 | 8位  | 8位   | 5位   | 脱落  |                  | BMSG育成生契約         |
| テン       | 3位  | 2位  | 6位   | 脱落  |       |                  |                        |
| ナオキ     | 13位 | 14位 | 脱落  |       |       |                  |                        |
| シュンスケ | 21位 | 12位 | 脱落  |       |       |                  |                        |
| タイキ     | 11位 | 9位  | 脱落  |       |       |                  |                        |

## 候補生（参加者）
3次審査以降の候補生を示す。太字はデビュー決定の候補生。
| 名前                                         | かな表記                            | 生年月日(番組放送時の年齢) | 出身     | 最終結果                | 備考 |
| -------------------------------------------- | ----------------------------------- | -------------------------- | -------- | ----------------------- | --- |
| 島雄壮大(ソウタ)                             | しまお そうた                       | 2001年1月18日(20歳)        | 神奈川県 | BE:FIRSTとしてデビュー  | ダンサーネーム：SOUCHIN 2019年他HHI世界大会優勝 平手友梨奈「ダンスの理由」MV出演                                       |
| 久保舜斗(シュント)                           | くぼ しゅんと                       | 2003年9月1日(17歳)         | 愛知県   | BE:FIRSTとしてデビュー  | 2019年エイベックス主催a-genic PROJECT参加 エイベックス・アーティストアカデミー出身                                     |
| 廣瀨真人(マナト)                             | ひろせ まなと                       | 2001年4月29日(20歳)        | 福岡県   | BE:FIRSTとしてデビュー  | エイベックス・アーティストアカデミー出身。 GLOBAL JAPAN CHALLENGE合格者。                                              |
| 黒田竜平(リュウヘイ)                         | くろだ りゅうへい                   | 2006年11月7日(14歳)        | 愛知県   | BE:FIRSTとしてデビュー  | Coco Pop(ここぽっぷ)にて活動 エイベックス・アーティストアカデミー出身                                                  |
| 池亀樹音(ジュノン)                           | いけがめ じゅのん                   | 1998年5月23日(23歳)        | 東京都   | BE:FIRSTとしてデビュー  | 韓国ボーイズグループ「VERMUDA」元メンバー 2019年演劇「はじまりのおわりに」出演                                         |
| 三山凌輝(リョウキ)                           | みやま りょうき                     | 1999年4月26日(22歳)        | 愛知県   | BE:FIRSTとしてデビュー  | 2018年2.5次元ダンスライブ「ツキウタ。」出演                                                                            |
| 上村礼王(レオ)                               | かみむら れお                       | 1998年9月8日(22歳)         | 東京都   | BE:FIRSTとしてデビュー  | 元avex management育成生 SKY-HI「Don’t Worry Baby Be Happy feat. STAMP」MV出演 エイベックス・アーティストアカデミー出身 |
| 渡邉翔太(ショウタ)                           | わたなべ しょうた                   | 1998年3月15日(23歳)        | 東京都   | 最終審査落選            | nabepoteto,Yum Ferriiとして活動 Aile The ShotaとしてBMSGよりデビュー                                                   |
| 古家蘭(ラン)                                 | ふるいえ らん                       | 2002年8月23日(19歳)        | 熊本県   | 最終審査落選            | ダンサーネーム：らんきち 2016年、2017年 4Flavor POPside優勝 現MAZZELメンバー                                           |
| カドサワン・レイコ・カイオシ・サルシア(レイ) | かどさわん れいこ かいおし さるしあ | 2002年9月21日(18歳)        | 愛知県   | 最終審査落選            | BMSGからソロデビュー                                                                                                   |
| 川島塁(ルイ)                                 | かわしま るい                       | 2007年6月1日(14歳)         | 東京都   | 合宿審査第3ステージ落選 | ニコプチメンズモデル 現BMSGトレイニー                                                                                  |
| 大山天(テン)                                 | おおやま てん                       | 2001年8月21日(20歳)        | 東京都   | 合宿審査第2ステージ落選 | 2019年a-genic PROJECT参加 SKY-HI「Sexual Healing」MV出演 エイベックス・アーティストアカデミー出身                      |
| 男澤直樹(ナオキ)                             | おざわ なおき                       | 1998年12月5日(22歳)        | 福岡県   | 合宿審査第1ステージ落選 | 元PRODUCE 101 JAPAN練習生                                                                                              |
| 織戸俊輔(シュンスケ)                         | おりと しゅんすけ                   | 2001年1月30日(20歳)        | 神奈川県 | 合宿審査第1ステージ落選 | |
| 溝口太基(タイキ)                             | みぞぐち たいき                     | 2007年7月28日(14歳)        | 東京都   | 合宿審査第1ステージ落選 | エイベックス・アーティストアカデミー出身 現BMSGトレイニー                                                              |
| 内野創太                                     | うちの そうた                       | 2007年1月18日(14歳)        | 兵庫県   | 3次審査落選             | BMSGよりedhiii boiとしてデビュー                                                                                       |
| 大久保永遠                                   | おおくぼ とわ                       | 2000年11月17日(20歳)       | 北海道   | 3次審査落選             | オーディション当時White Explosionメンバー(2021年10月2日脱退)                                                           |
| 大林海龍                                     | おおばやし かいりゅう               | 2000年10月22日(20歳)       | 兵庫県   | 3次審査落選             | BMSG非公開トレイニーを経て、現MAZZELメンバー                                                                           |
| 梶拓真                                       | かじ たくま                         | 2001年10月4日(19歳)        | 大阪府   | 3次審査落選             | |
| 勧修寺保都                                   | かんしゅうじ たもつ                 | 1996年12月5日(24歳)        | 東京都   | 3次審査落選             | 元YGエンターテインメント所属                                                                                           |
| 木下大夢                                     | きのした ひろむ                     | 2006年3月12日(15歳)        | 東京都   | 3次審査落選             | |
| 佐藤龍太                                     | さとう りゅうた                     | 2004年1月27日(17歳)        | 神奈川県 | 3次審査落選             | |
| 田宮倫太郎                                   | たみや りんたろう                   | 1998年1月25日(23歳)        | 愛知県   | 3次審査落選             | |
| 道木来明                                     | どうき らいあ                       | 2004年7月22日(16歳)        | 愛知県   | 3次審査落選             | 現XYメンバー |
| 中神朝陽                                     | なかがみ あさひ                     | 2004年7月29日(16歳)        | 愛知県   | 3次審査落選             | |
| 中西直樹                                     | なかにし なおき                     | 1998年2月28日(22歳)        | 東京都   | 3次審査落選             | 元PRODUCE 101 JAPAN練習生                                                                                              |
| 西川正熙                                     | にしかわ まさよし                   | 2003年6月9日(17歳)         | 大阪府   | 3次審査落選             | エイベックスアーチストアカデミー大阪校 DROPメンバー                                                                    |
| 馬場亮成                                     | ばば りょうせい                     | 2002年10月5日(18歳)        | 大阪府   | 3次審査落選             | |
| 半田雄介                                     | はんだ ゆうすけ                     | 2000年1月31日(21歳)        | 山梨県   | 3次審査落選             | |
| 三角章斗                                     | みすみ あきと                       | 1998年10月6日(22歳)        | 千葉県   | 3次審査落選             | 元ジャニーズJr. |

## 審査・課題での使用楽曲

### 3次審査
- Sexual Healing（SKY-HI）- チームA・B
- Back to Back（Da-iCE）- チームC・D
- Beautiful Now（w-inds.）- チームE・F

### 合宿審査

#### 第1ステージ
楽曲は参加者によるオリジナルである。
- “A” Life - チームA（島雄壮大、上村礼王、廣瀨真人、大山天、男澤直樹）
- Good Days - チームB（黒田竜平、池亀樹音、三山凌輝、古家蘭、織戸俊輔）
- YOLO -You Only Live Once- - チームC（久保舜斗、渡邉翔太、カドサワンレイコ、川島塁、溝口太基）

トラック提供：Matt Cab、MATZ

#### 第2ステージ
- Be Free（作詞：STY・SKY-HI、作曲：Chaki Zulu・STY・SKY-HI、振付：Oguri(s**t kingz)）- チームBe Free（島雄壮大、上村礼王、廣瀨真人、池亀樹音、カドサワンレイコ、川島塁）
- Move On（作詞：SKY-HI、作曲：SUNNY BOY・SKY-HI、振付：kazuki(s**t kingz)）- チームMove On（黒田竜平、三山凌輝、古家蘭、久保舜斗、渡邉翔太、大山天）

#### 第3ステージ
- To The First（SKY-HI）

### 最終審査

#### クリエイティブ審査NEO
楽曲は参加者によるオリジナルである。
- No Cap Navy - ShowMinorSavage（渡邉翔太、廣瀨真人、島雄壮大）
- addictive Art - 96BLACK（黒田竜平、久保舜斗）
- Just FUN’ky - RanRei（古家蘭、カドサワンレイコ）
- Lonely Night - club JRL（池亀樹音、三山凌輝、上村礼王）

#### プレデビュー曲審査
- Shining One（作詞：Satoru Kurihara -Jazzin'park-・SKY-HI、作曲：☆Taku Takahashi(m-flo)・Satoru Kurihara -Jazzin'park-・SKY-HI、振付：NOPPO(s**t kingz)）
チームShining - 島雄壮大、廣瀨真人、黒田竜平、池亀樹音、渡邉翔太
チームOne - 久保舜斗、三山凌輝、上村礼王、古家蘭、カドサワンレイコ

## テーマソング
- SKY-HI「To The First」[26]

## 配信楽曲
THE FIRST -BMSG Audition prod. by SKY-HI-名義で、課題曲となった楽曲がオーディション当時に残っていた参加者でレコーディングされ、配信リリースされた。
| 配信日        | 楽曲名                                 | 備考                                                  |
| ------------- | -------------------------------------- | ----------------------------------------------------- |
| 2021年6月28日 | Be Free -from Audition THE FIRST-      | 擬似プロ審査（合宿審査第2ステージ）課題曲。           |
| 2021年7月5日  | Move On -from Audition THE FIRST-      | 擬似プロ審査（合宿審査第2ステージ）課題曲。           |
| 2021年7月19日 | To The First -from Audition THE FIRST- | VSプロアーティスト審査（合宿審査第3ステージ）課題曲。 |

## ゲスト
- 工藤大輝(Da-iCE)
- 橘慶太(w-inds.)
- Novel Core
- ちゃんみな

## オーディション終了後

### クラウドファンディング
BE:FIRSTの結成後、BMSGが「THE FIRST」のクラウドファンディングプロジェクトを行った。これは「THE FIRST」の出身アーティストへさらに1億円の育成・制作費をかけるためのもので、2021年9月23日の18時より開始したところ、僅か35分で目標額の1億円を達成した。同年10月30日にクラウドファンディングは締め切られ、総額は目標額の4.5倍となる4億5654万6989円（達成率456％）に達した。

### 卒業ライブ
2022年1月29日と1月30日、THE FIRSTとして最初で最後となるライブイベント、THE FIRST FINALが神奈川県横浜市のぴあアリーナMMで開催。オーディションを主催したSKY-HIやTHE FIRSTで結成されたBE:FIRST、オーディションに参加したメンバーらが出演し、卒業式として2日間で3公演を行った。
後日、1月30日夜の公演の模様がHuluストアで配信された。

#### 出演者
- BE:FIRST
- THE FIRST MEMBERS（NAOKI[注 1], RAN, REIKO, RUI, SHOTA, SHUNSUKE, TAIKI, TEN）
- SKY-HI

ゲスト
- edhiii boi
- Novel Core

### THE FIRST 参加者番組終了後の活動
| 最終結果                | 名前                                         | 活動形態及びグループ          | 活動の詳細 |
| ----------------------- | -------------------------------------------- | ----------------------------- | --- |
| デビュー                | 島雄壮大(ソウタ)                             | BE:FIRST                      | 2021年11月3日、デビュー。 |
| デビュー                | 久保舜斗(シュント)                           | BE:FIRST                      | 2021年11月3日、デビュー。 |
| デビュー                | 廣瀨真人(マナト)                             | BE:FIRST                      | 2021年11月3日、デビュー。 |
| デビュー                | 黒田竜平(リュウヘイ)                         | BE:FIRST                      | 2021年11月3日、デビュー。 |
| デビュー                | 池亀樹音(ジュノン)                           | BE:FIRST                      | 2021年11月3日、デビュー。 |
| デビュー                | 三山凌輝(リョウキ)                           | BE:FIRST                      | 2021年11月3日、デビュー。 |
| デビュー                | 上村礼王(レオ)                               | BE:FIRST                      | 2021年11月3日、デビュー。 |
| 最終審査落選            | 渡邉翔太(ショウタ)                           | Aile The Shota(ソロ活動)      | BMSGアーティスト契約、Aile The Shotaとして活動、SKY-HIのアルバム「八面六臂」客演 2022年1月、配信シングル「AURORA TOKIO」でデビュー                   |
| 最終審査落選            | 古家蘭(ラン)                                 | MAZZEL (2023年-)              | BMSG育成生契約 舞台「超青春合唱コメディ『SING!』」主演 Novel Core「THANKS, ALL MY TEARS」MV出演 2023年5月、MAZZELのメンバーとして「Vivid」でデビュー |
| 最終審査落選            | カドサワン・レイコ・カイオシ・サルシア(レイ) | REIKO (2023年-)               | BMSG育成生契約、REIKOとしてSKY-HIのアルバム「八面六臂」客演 2023年9月、「No More」でソロプレデビュー                                                 |
| 合宿審査第3ステージ落選 | 川島塁(ルイ)                                 |                               | BMSG育成生契約、SKY-HIのアルバム「八面六臂」客演 2022年7月、TAIKI、edhiii boiと共にEP「15th Dream」リリース                                          |
| 合宿審査第2ステージ落選 | 大山天(テン)                                 |                               | 2022年6月、舞台 SEPT ReAnimation『ARIARIUM(アリアリウム)』「八代皇成」役で出演                                                                       |
| 合宿審査第1ステージ落選 | 男澤直樹(ナオキ)                             | ソロ活動                      | 2021年6月、ライジングプロダクション所属を発表 2022年8月配信シングル「Behind the moonlight」でデビュー                                                |
| 合宿審査第1ステージ落選 | 織戸俊輔(シュンスケ)                         | chameleon(ソロ活動)           | chameleonとして、2022年配信EP「Lane of Life」リリース                                                                                                |
| 合宿審査第1ステージ落選 | 溝口太基(タイキ)                             | BMSG育成生                    | 2022年4月BMSG育成生契約 同年7月、RUI、edhiii boiと共にEP「15th Dream」リリース                                                                       |
| 3次審査落選             | 内野創太                                     | edhiii boi(ソロ活動)          | edhiii boiとしてBMSG所属、SKY-HIのアルバム「八面六臂」客演 2022年配信シングル「NO」でデビュー 同年7月、RUI、TAIKIと共にEP「15th Dream」リリース      |
| 3次審査落選             | 大久保永遠                                   | ボーイズグループ「JAM HEADS」 | JAM HEADSのリーダー「WAN」として2023年8月デビュー |
| 3次審査落選             | 大林海龍                                     | MAZZEL (2023年-)              | BMSG育成生契約を経て、2023年5月、MAZZELのメンバーとして「Vivid」でデビュー                                                                           |
| 3次審査落選             | 梶拓真                                       |                               | |
| 3次審査落選             | 勧修寺保都                                   |                               | |
| 3次審査落選             | 木下大夢                                     |                               | |
| 3次審査落選             | 佐藤龍太                                     |                               | |
| 3次審査落選             | 田宮倫太郎                                   |                               | |
| 3次審査落選             | 道木来明                                     | XY (2023年-)                  | 2022年、YOSHIKI主催のオーディション「YOSHIKI SUPERSTAR PROJECT X」に参加、XYとしてデビュー。                                                         |
| 3次審査落選             | 中神朝陽                                     |                               | |
| 3次審査落選             | 中西直樹                                     |                               | |
| 3次審査落選             | 西川正熙                                     |                               | |
| 3次審査落選             | 馬場亮成                                     |                               | |
| 3次審査落選             | 半田雄介                                     | Xion(ソロ活動)                | Xionとして、2021年7月配信EP「絵空事」リリース |
| 3次審査落選             | 三角章斗                                     |                               | |